# Spermolepis divaricata
Spermolepis divaricata là một loài thực vật có hoa trong họ Hoa tán. Loài này được (Benth. & Hook. f. ex S. Watson) Raf. ex Ser. miêu tả khoa học đầu tiên năm 1825.